# 겨울왕국 열기
《겨울왕국 열기》(영어: Frozen Fever)는 2015년에 출시된 월트 디즈니 애니메이션 스튜디오가 제작한 2013년 애니메이션 《겨울왕국》의 후속 단편이다. 겨울왕국와 동일하게 크리스 벅과 제니퍼 리가 감독과 각본을 맡았다.

## 줄거리
《겨울왕국》의 사건으로부터 1년 후, 엘사 여왕은 동생 안나에게 완벽한 깜짝 생일 파티를 열어주기로 결심한다. 그는 파티가 문제없이 진행되도록 크리스토프와 그의 순록 스벤, 그리고 사랑스러운 눈사람 올라프의 도움을 요청한다.
안나는 엘사가 만든 파티 보물 찾기를 따라가며, 실을 따라 여러 선물들을 찾아간다. 하루는 순조롭게 시작되지만, 엘사는 갑자기 감기 증상을 보이기 시작한다. 엘사가 재채기를 할 때마다 무의식적으로 '스노우기'라는 작은 눈 아기들이 생겨나고, 이들은 생일 파티 장식을 해체하기 시작한다. 한편 크리스토프와 스벤은 이들을 저지하려 하고, 올라프는 이들을 포용한다.
엘사는 계속되는 재채기에 대한 안나의 걱정을 일축하며 "감기에 걸리지 않는다"고 단언하고 열정적으로 보물 찾기를 계속한다. 한편, 안나는 보물 찾기에서 발견한 모든 호화로운 선물들의 무게에 눈에 띄게 힘들어하고, 엘사의 상태는 급속도로 악화된다. 안나는 시계탑을 오르며 엘사의 마지막 선물인 시계탑의 장식으로 만들어진 두 자매의 형상을 향해 갈 때, 엘사가 열로 인해 정신이 혼미해졌음을 깨닫는다. 이제 완전히 혼미해지고 비틀거리는 엘사는 위험하게 플랫폼 가장자리로 기울어지다가 떨어진다. 안나는 재빨리 앞으로 달려가 언니의 손목을 잡아 안전하게 끌어올린다. 엘사는 마지못해 감기에 걸렸음을 인정하고 집에 가서 침대에서 쉬어야 한다고 말한다.
그들은 성으로 돌아가고, 엘사는 안나에게 또 다른 생일을 "망쳐버렸다"고 사과하지만, 안나는 열이 있음에도 불구하고 아무것도 망치지 않았다고 그를 안심시킨다. 안나가 엘사를 침대로 안내하려 할 때, 성문이 열리면서 크리스토프, 올라프, 스벤, 그리고 산더미 같은 스노우기들이 안나를 깜짝 놀라게 한다. 엘사가 다시 재채기를 하자 그제서야 하루 종일 무의식적으로 만들어 온 작은 눈 생명체들을 알아차린다. 케이크가 나오고 모두가 안나 공주의 생일을 축하한다. 엘사는 언니의 만류에도 불구하고 알프호른을 불어 파티를 마무리한다. 그러나 그는 호른에 대고 재채기를 하여 거대한 눈덩이를 만들어내고, 이는 우연히 외국에 있던 한스를 거름 수레로 날려 보낸다. 한스는 마침 마구간을 청소하고 있었다.
엘사는 안나의 보살핌을 받으며 침대에서 쉬고, 안나는 사랑하는 언니를 돌보는 것이 받을 수 있는 최고의 생일 선물이라고 말한다.
올라프, 크리스토프, 스벤은 스노우기들을 엘사의 옛 얼음 궁전으로 데려가고, 그곳에서 그들은 궁전의 눈 거인 문지기이자 현 소유자인 마시멜로와 함께 지낸다.

## 한국판 성우진
- 박지윤 - 안나(크리스틴 벨)
- 소연 - 엘사(이디나 멘젤)
- 장민혁 - 크리스토프(조나단 그로프)
- 이장원 - 올라프(조시 개드)
- 최원형 - 한스(산티노 폰타나)